# Lista de clubes de futebol da Venezuela
Abaixo, a lista de clubes de futebol da Venezuela

## Primeira Divisão Apertura 2007/2008
| - Aragua (Maracay) - Atlético El Vigía (El Vigía) - Carabobo (Valencia) - Caracas (Caracas) - Deportivo Anzoátegui (Puerto La Cruz) - Deportivo Italia (Caracas) - Deportivo Táchira (San Cristóbal) - Estrella Roja (Caracas) - Estudiantes de Mérida (Mérida) | - Guaros de Lara (Barquisimeto) - Llaneros (Guanare) - Mineros (Puerto Ordaz) - Monagas (Maturín) - Portuguesa (Acarigua) - Trujillanos (Valera) - Unión Lara (Barquisimeto) - Unión Maracaibo (Maracaibo) - Zamora (Barinas) |

## Segunda Divisão Apertura 2007/08
| - Atlético Trujillo (Valera) - Atlético Turen (Turén) - Caracas B (Caracas) - Deportivo Maracaibo (Maracaibo) - Iberoamericano (Puerto Ordaz) - CIV de Caracas (Caracas) | - Polícia de Lara (Barquisimeto) - PDVSA-Gas (Puerto La Cruz) - San Tomé (San Tomé) - UCLA (Barquisimeto) - UCV de Caracas (Caracas) - Zulia (Maracaibo) |

## Segunda Divisão B Apertura 2007/08
| - Academia Emeritense (Mérida) - Baralt (San Timoteo) - Carabobo B (Valencia) - Cenfemaca (Santa Bárbara) - Deportivo Gulima (Caracas) - Deporitivo Táchira B (San Cristóbal) | - Hermandad Gallega (Valencia) - Orinoco (Puerto Ordaz) - UCV de Aragua (Maracay) - Unión Falcón (Coro) - Unión Piar (Aragua de Maturín) - Yaracuyanos (San Felipe) |

## Aspirantes Apertura 2007/08
| - Antonio Mejías (Maturín) - Atlántico (La Victoria) - Atlético Chivacoa (Chivacoa) - Atlético Cojedes (San Carlos) - Atlético Montalbán (Caracas) - Atlético Táchira (San Cristóbal) - Chorrerón (Puerto La Cruz) - CIV de Lagunillas (Lagunillas) - Colegio San Agustín (Caracas) - Colonia Caribe (Maiquetía) - Deportivo Barinas (Barinas) - Deportivo Galicia (Maracay) - Deportivo La Fría (La Fría) - Deportivo Nirgua (Nirgua) - Deportivo Tuy (Ocumare del Tuy) - Deportivo Valera (Valera) | - Escuela Oriente (Puerto La Cruz) - Estudiantes de Guárico (San Juan de los Morros) - Guanta (Guanta) - IUTEP (Acarigua) - La Pica (Palo Negro) - LiMenor (Caracas) - Los Cachimbos (Los Teques) - Marítimo (Caracas) - Mocotíes (Mérida) - Nueva Galicia (Caracas) - Pelicano (Vargas) - Penãlver (El Tigre) - Sur del Lago (El Chivo) - UDELPA (Mérida) - Uníon Liga (Valera) - Vencedores de Sucre (Cumaná) |